# Michel Blavet
Michel Blavet (13. března 1700 Besançon – 28. října 1768 Paříž) byl francouzský flétnista a hudební skladatel.

## Život
Už od chlapeckých let byl oslavován jako „nejlepší francouzský flétnista“. Po roku 1723 se, s protekcí vévody von Levis den Posten, stal jedním z prvních flétnistů Pařížské opery.
Roku 1732 byl jmenován hudebním superintendantem hraběte z Clermontu. Toto místo zastával až do své smrti. Roku 1738 byl navíc členem královské kapely ve Versailles a roku 1740 vstoupil do orchestru Pařížské opery.

## Dílo
Blavetův hudební nástroj, příčná flétna, je v jeho skladatelském díle ústředním bodem. Dochovalo se:
- Instrumentální sklady
  - 6 sonát pro dvě příčné létny (1728)
  - 6 sonát pro příčnou flétnu a basovou (1731)
  - Concerto pro flétnu, 2 housle a violoncello
- Opery
  - Le Jaloux corrigé (1752)
  - Floriane ou la grotte des Spectacles (1752)
  - Les Jeux olympiques (1753)
  - La Fête de Cythère (1753)
  - Floriane (1753)